# 神戶國際大學
神戸国際大学
神戶国際大学（日语：神戸国際大学/こうべこくさいだいがく），简称神国大、KIU，爲日本一所国际性私立大学，校本部坐落於兵庫縣神户市東灘区向洋町中9-1-6。前身是八代斌助创建的八代学院，於1968年改建爲八代学院大学，1992年改名为现在的神户国际大学。是日本圣公会的基督教會學校。

## 位置和交通
校本部位於兵庫縣神戶市东滩区向洋町中9丁目1番6號。
從JR西鐵住吉站，或坂神電車魚崎站，坐六甲人工島線，到海洋公园站，下車後步行3分钟即可到达六甲岛海洋公园。

## 历史
- 1963年，1月，學校法人八代学院創立於兵库县神户市垂水区；4月，八代斌助（日语：八代斌助）開設八代学院高等学校
- 1968年4月，八代学院大学经济学院经济学系成立
- 1969年，開設鸟取县八代学院大山野外活动中心
- 1992年，八代学院大学改名為神户国际大学，八代学院高等学校改名為神戶國際大學附屬高等學校
- 1995年，神户国际大学经济學院开设都市文化經濟學系
- 2002年，垂水区校區遷往东滩區（六甲人工岛）
- 2008年，神戶国际大学经济学院的经济学系改名为经济经营学系，都市文化经济学系改名为都市环境、观光学系
- 2009年，经济学系设置国际系，康复学院开设物理治疗学系

## 学院学部
现有学院（日本称学部，汉语中惯称学院）：
- 经济学院（经济学部）
  - 经济学院·国际别系（国际别科）
- 康复学院（康复学部）

## 建学精神
“敬畏上帝，而不惧人，服务人类”